# Andy Vera Puentenueva
Andy Vera Puentenueva (27 ottobre 1998) è un giocatore di football americano spagnolo, che gioca come defensive back per i Madrid Bravos.
Inizia a giocare nel 2016 per gli Elche Linces e nel 2019 si trasferisce ai Murcia Cobras. Tra il 2021 e il 2022 si alterna fra gli Osos de Rivas e i Barcelona Dragons  e nel 2024 passa ai Madrid Bravos.

## Palmarès
- 1 Spanish Bowl (Osos de Rivas, 2022)
- 1 Copa de España (Osos de Rivas, 2022)